# Kletter-Zwergspitzmaus

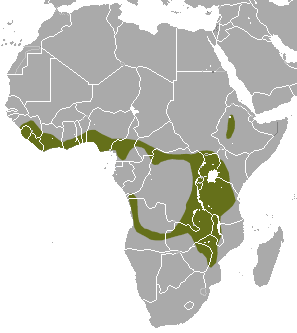
Verbreitungsgebiet der Kletter-Zwergspitzmaus

Die Kletter-Zwergspitzmaus (Suncus megalura) ist ein Säugetier in der Gattung der Dickschwanzspitzmäuse (Suncus), das in Afrika vorkommt. Bis zu einer genetischen Studie im Jahr 2001 zählte die Art zur Gattung Wald-Moschusspitzmäuse (Sylvisorex). Sie gilt als Schwesterart der Day-Spitzmaus (Suncus dayi).

## Merkmale
Obwohl die Art zu den Dickschwanzspitzmäusen zählt, hat sie einen langen und dünnen Schwanz. Die Hinterfüße sind lang und das weiche sowie dichte Fell der Oberseite wird aus etwa 5 mm langen Haaren gebildet, die nahe der Haarwurzel grau und an den Spitzen braun sind, was eine graue Fellfarbe mit brauner Tönung ergibt. Die braune Schattierung fehlt bei einigen Exemplaren an den Körperseiten. Auf der Unterseite kommt weißliches bis hellbraunes Fell vor. Der Übergang zwischen der dunklen Oberseite und der hellen Unterseite erfolgt schrittweise. Wie andere Gattungsmitglieder hat die Kletter-Zwergspitzmaus eine spitze Schnauze, kleine Augen und abgerundete Ohren. Die Füße und der Schwanz sind braun gefärbt, wobei die Schwanzunterseite heller ist. Die kleinen Schuppen auf dem Schwanz bilden Ringe und in den Zwischenräumen kommen unscheinbare dunkle Borsten vor. Bei Weibchen liegen sechs Zitzen im Leistenbereich.
Die Kletter-Zwergspitzmaus ist mit einer Kopf-Rumpf-Länge von 50 bis 65 mm, einer Schwanzlänge von 82 bis 97 mm und einem Gewicht von 3 bis 8 g ein kleiner Vertreter ihrer Gattung. Die Länge der Hinterfüße beträgt 14 bis 17 mm und die Ohren sind 6 bis 10 mm lang.

## Verbreitung
Das Verbreitungsgebiet der Art liegt in West- und Zentralafrika von Guinea bis Kenia sowie im Süden bis Angola, Sambia, Simbabwe und Mosambik. Die Kletter-Zwergspitzmaus fehlt jedoch im zentralen Kongobecken. Eine disjunkte Population wurde in Äthiopien dokumentiert. Die Art hält sich vorwiegend in Gebirgen und auf Hochebenen auf, in Regionen, die auf 1600 bis 1900 Meter Höhe liegen.
Die Kletter-Zwergspitzmaus lebt in unterschiedlichen Landschaften, zu denen unter anderem feuchte tropische Wälder und Savannen zählen. Sie wurde zum Beispiel in dichten Büschen am Rande eines Obstgartens, im dichten Gras eines ausgetrockneten Flusses und im hohen Elefantengras gesichtet.

## Lebensweise
Die Individuen benutzen ihren langen Schwanz beim Klettern in Büschen und im Gras als Greifschwanz. Die Nahrung besteht aus Insekten. In Gefangenschaft gehaltene Exemplare fraßen Grashüpfer und bei einer Studie war die Kletter-Zwergspitzmaus die einzige Spitzmaus, bei der Reste von Hundertfüßern im Magen nachgewiesen werden konnten. Im Jahr 1979 konnte ein kugelförmiges Nest aus Gras in einem Busch, etwa 1 Meter über dem Boden gefunden werden. Trächtige Weibchen sind aus den Monaten März, Juni, August und November bekannt. Die durchschnittliche Wurfgröße liegt bei 1,8 Nachkommen.

## Bedrohung
Es liegen keine Bedrohungen vor und die Art kann sich gut an Landschaftsveränderungen anpassen. Sie wird von der IUCN als „nicht gefährdet“ (least concern) gelistet.